# La Connaissance de la vie
 (avril 2017).
La Connaissance de la vie est une œuvre du philosophe et médecin Georges Canguilhem publiée en 1952, puis augmentée et rééditée en 1965. 
L'ouvrage est une étude de la constitution de la biologie comme science. Il se divise en trois parties, d'abord l'étude de la méthode en biologie, puis l'histoire de la théorie cellulaire, enfin les rapports entre la philosophie et la biologie.
La thèse principale de l'ouvrage est que le vivant est irréductible aux lois physico-chimiques, et qu'il ne peut pas se comprendre comme une machine artificielle.

## Introduction
Dans son introduction intitulée « La pensée et le vivant », Canguilhem critique le projet épistémologique car l'attention qu'on « donne aux opérations du connaître entraîne la distraction à l'égard du sens du connaître ». Canguilhem ajoute qu'on justifie parfois le sens du connaître par sa suffisance et la pureté du savoir, il y voit « l’aveu que le savoir doit avoir un sens et le refus de lui trouver un autre sens que lui-même », en effet, « savoir pour savoir » n'est pas plus sensé que « manger pour manger ou tuer pour tuer ou rire pour rire ». Former des concepts est une manière humaine de vivre car « la connaissance est une méthode générale pour la résolution directe ou indirecte des tensions entre l’homme et le milieu », cela n'est pas sans lien avec le cours « Nature et valeur du concept » que Canguilhem donne en novembre 1945, dans lequel il affirme que « le problème du concept est lié aux aspects du problème de la vie » et que « le concept est impliqué dans la vie ».

## La méthode biologique
Canguilhem s'interroge sur l'expérimentation en biologie animale, et explique qu'il y a cinq obstacles épistémologiques à la méthode biologique, c'est-à-dire cinq difficultés majeures qui résistent à l'établissement d'un savoir proprement biologique. Il s'inspire tout particulièrement de Claude Bernard et de Bergson dans ce chapitre.
1. Le premier obstacle est celui de la « spécificité », et il se divise en trois : difficulté de généraliser d'une variété à une autre variété au sein d'une même espèce ; difficulté de généraliser d'une espèce à une autre ; enfin, difficulté de généraliser de l'animal à l'homme. Ce qui vaut pour une espèce animale donnée ne vaut pas forcément pour une autre ; par exemple le même organe pourra avoir une fonction différente chez deux espèces.
2. Le deuxième obstacle est celui de l'« individualisation » : il est impossible d'avoir deux êtres vivants strictement identiques, ce qui entraîne une difficulté notable pour les comparer et en tirer des conclusions générales.
3. Le troisième obstacle est celui de la « totalité » : une fonction biologique se comprend toujours au sein de l'organisme tout entier. Isoler une partie de l'organisme ne nous permet pas de connaître sa fonction exacte. Ainsi, un organisme amputé n'est pas le même organisme.
4. Le quatrième obstacle est celui de l'« irréversibilité » : les êtres vivants évoluent, ils se modifient, donc ce qui est valable pour eux à un instant t ne sera pas forcément valable après un laps de temps donné. Cette irréversibilité contraste avec la réversibilité des phénomènes mécaniques. En effet, par exemple, l'étude du développement de l'oeuf manifeste la perte de la totipotentialité au profit de la spécialisation
5. Le cinquième obstacle est l'impossibilité de mettre à l'écart les problèmes éthiques que pose l'expérimentaion humaine et animale[4].

L'expérimentation biologique doit toujours être replacée dans une totalité organique car le corps vivant n'est pas une « république d'artisans », ni une « machine sans machiniste ». Pour expliquer cela, Canguilhem utilise l'exemple du hérisson : le hérisson ne traverse pas de routes. La route est un élément du milieu humain et celle-ci n'a pas de sens pour le hérisson qui explore son propre milieu. On pourrait dire que les routes de l'homme traverse le milieu du hérisson. Ainsi, il ne faut pas projeter nos propres cadres d'analyse sur le hérisson en lui enjoignant de s'y plier et il faut se méfier des réactions animales face à l'intervention humaine.
Harvey remplace le concept d'irrigation du sang par celui de circulation sanguine car il s'agit d'un système fermé, le sang n'irrigue donc pas le corps. Canguilhem commente que « la réalité du concept biologique de circulation présuppose l’abandon de la commodité du concept technique d’irrigation ».

## L'histoire de la théorie cellulaire
Canguilhem insiste sur la nécessité de retracer l'histoire d'un concept scientifique (ici la cellule) pour mieux le comprendre. Il met en garde contre la tentation de comprendre les phénomènes au moyen de l'analogie : par exemple, l'analogie entre le travail des cellules biologiques et la disposition des cellules dans les ruches d'abeilles est trompeuse. Cette analogie consiste à transposer dans le champ de la biologie une image sociale et affective de coopération, ce qui est une faute de raisonnement. Par ailleurs, Canguilhem évoque le fait qu'on ne peut comprendre l'histoire du concept de cellule sans se référer au concept d'individu, sans quoi, on ne verrait pas les « valeurs sociales et affectives qui planent sur le développement de la théorie cellulaire ».
Canguilhem défend l'idée que la théorie cellulaire aurait été « pressentie » par l'atomisme de Buffon et « anticipée » par la philosophie naturelle de Lorenz Oken. Les deux auteurs, le biologiste et le philosophe, ont en commun de supposer l'unité de la nature vivante, unité qui découle d'un principe unique, qui sera nommé après eux « cellule ». L'unité de la nature est cependant une thèse métaphysique pour Canguilhem, elle ne découle pas directement des faits. Cela montre que nos a priori métaphysiques conditionnent notre façon d'appréhender les faits, et peuvent déboucher sur des découvertes scientifiques ou au contraire stériliser la recherche. 
Dans son livre, Canguilhem commente une expérience classique des cours de biologie : isoler un muscle et le placer dans un bocal d'eau, stimuler ce muscle électriquement et observer qu'il n'y a pas de variation du volume total. Canguilhem se demande ainsi si cela établit un fait et en conclut qu'un « fait expérimental ainsi enseigné n'a aucun sens biologique ». Le premier qui a conféré ce sens biologique est Jan Swammerdam dans le but de contredire les doctrines dominantes (galénique et stoïcienne) en physiologie qui voyaient dans ce fait une augmentation de substance.

## Philosophie
Dans cet ensemble d'articles, Canguilhem présente les spécificités qui animent le vivant, en évitant les écueils d'un vitalisme débordant tout autant que le réductionnisme, identifié ici à un déterminisme machinal. 

### Machine et organisme
Dans le deuxième article, intitulé La machine et l'organisme, Canguilhem interroge la comparaison entre deux représentations intuitivement séparées, et qui pourtant dans l'histoire de la philosophie sont très souvent associées. La perspective de l'auteur est la suivante : pour comprendre cette comparaison, il faut passer par une analyse du rapport entre science et technique.
Pour satisfaire ce programme, il interroge tout au long de l'article le rapport entre l'animal et la machine qu'a pu établir Descartes, rapport qui a pu s'établir par l'intermédiaire de la figure de l'automate ou des organes-outils (le poumon comme un soufflet par exemple). La position de Canguilhem consiste à montrer que Descartes n'est pas un banal machiniste pour qui il y aurait une simple identité factuelle entre l'organisme et la machine. Il s'agit plutôt ici de détailler la manière dont Descartes place sur un même plan la création du corps humain par une origine divine et la création par l'homme de la machine, qui « doit recevoir d'ailleurs un mouvement qu'elle transforme ».
Cette considération de l'intervention humaine dans la création des machines n'est pensable pour Canguilhem qu'à partir d'un dépassement de la séparation qualitative au sein de la pensée grecque entre théorie et pratique. Une liste de causes possibles à ce dépassement est proposée : développement des possibilités techniques, désinvestissement de la philosophie de la nature, déconsidération de l'esclavage (et donc du travail, lié à la pratique et à la technique), affirmation d'une différence radicale entre l'âme humaine et le reste du monde....  Dès lors, le monde de la technique étant considéré, c'est toute la question de la finalité dans la machine qui peut être réintégrée chez Descartes : la différence entre l'organisme et la machine ne se fait pas par leur réalité physique, mais par l'origine de l'attribution de la finalité, dans les deux cas création.
L'analyse de cette tentative d'uniformisation du corps humain à partir du modèle de la machine, constitue selon Canguilhem un renversement crucial : si la finalité se retrouve également dans la machine, celle qui est à l’œuvre dans l'organisme n'est pas exactement la même. Autant la finalité machinale est donnée en amont et délimitée de manière précise (il n'y a pas de pathologique possible dans la machine), en tant qu'elle est uniforme, rigide, qu'on peut en remplacer les parties, elles-mêmes uniformes, sans en redéfinir la finalité totale... autant la finalité du vivant se caractérise par sa vicariance[Quoi ?] : le vivant est jugé par Canguilhem comme ayant : « moins de finalité et plus de potentialités ».
Canguilhem en conclut alors non pas à une différence radicale entre les deux réalités que sont l'organisme et la machine, mais à une sorte de transfert de finalité : la finalité plastique de l'organisme humain est susceptible d'être transférée dans la machine, dont le fonctionnement se fera alors relativement à cette fin déterminée et délimitée. En cela, il rejoint des penseurs comme Leroi-Gourhan pour lequel l'origine de la technique est avant tout biologique.

### Le vivant et son milieu
Ce troisième article a pour ambition une sorte de généalogie de la notion de milieu car « l'origine commande le sens et le sens commande l'usage ». Canguilhem se donne comme programme l'identification du « départ commun » de cette notion afin d'en présenter la « fécondité ». Pour ce faire, il analyse les différentes tendances qui en animent l'utilisation, comme élément explicatif non seulement dans la biologie, mais également dans la géographie.
Canguilhem veut montrer que cette notion de milieu trouve son origine dans l'analyse mécanique. Partant de Newton, dans la pensée duquel le milieu est associé à l'éther, permettant d'expliquer l'action à distance entre deux corps en lui fournissant un lieu, Canguilhem s'efforce de montrer en quoi c'est la dimension principalement déterministe qui est retenue comme élément caractéristique du milieu. Ce déterminisme est identifié comme un déterminisme physico-chimique, sans considérer une quelconque spécificité du vivant. Ces contraintes nécessaires imposées par le milieu sont reprises par la biologie. Ainsi, que ce soit chez Lamarck ou Darwin, l'influence du milieu comme environnement de vie apparaît à l'origine comme conditionnant nécessairement le comportement des individus.
L'évolution historique précisée par Canguilhem de la notion de milieu va impliquer d'autres réflexions, notamment autour de la question de l'adaptation. Dépassant le simple cadre de la contrainte nécessaire, la biologie va progressivement comprendre le milieu comme le milieu appartenant à un certain organisme et lui étant relatif : « son existence comme organisme consiste à se proposer lui-même aux choses ». D'une contrainte totale imposée, on passe à une occasion de développement.
Cette évolution conduit Canguilhem à se démarquer de Darwin par une compréhension de l'adaptation de ce qu'il avait déjà évoqué dans son ouvrage Le Normal et le Pathologique. Il retient deux sens distincts de cette adaptation : la première se propose comme une opposition, attitude du cas pathologique (« Une vie qui s'affirme contre, c'est déjà une vie menacée »), la seconde comme une vie en flexion, en souplesse, où l'adaptation est présentée à nouveau comme une occasion de s'associer à de nouvelles contraintes.
Enfin, Canguilhem essaie de statuer sur le milieu propre à l'être humain. Ayant affirmé tout au long de l'article que la dimension importante à reconnaître dans le rapport entre un organisme et son milieu est la manière dont le premier forme et organise selon son intérêt le second, et ce à tout niveau du vivant, Canguilhem pose l'hypothèse, sans réellement la justifier, que l'espoir scientifique de type abstrait, de décentrement par rapport au monde biologique de son émergence, qui prétend détacher l'homme de son milieu, n'est qu'un effet de cette adaptation particulière, dont la spécificité est de tenter d'éviter l'isolement de ce milieu propre.

### Le normal et le pathologique
Il n'existe pas de forme manquée au sein du vivant, au mieux, il n'y a que la survie qui permette de valoriser une forme donnée de manière contingente, l'évaluation définitive n'étant pas possible car : « Toutes les réussites sont menacées puisque les individus meurent, et même les espèces. Les réussites sont des échecs retardés, les échecs des réussites avortées. ».

### La monstruosité et le monstrueux
Canguilhem utilise déjà le monstre comme exemple dans Le Normal et le Pathologique. 
Le monstre n’a pas toujours eu la même représentation au cours des siècles précédents. Pour Georges Canguilhem dans La connaissance de la vie : « la nature a un type idéal en toute chose, c’est positif, mais jamais ce type n’est réalisé. » L’homme a un idéal qu’il s’est forgé, une idée forte que chaque homme, même s’il est très différent d’un autre, a quelque chose de ressemblant avec les autres hommes. S'il n’y a pas cette ressemblance, l’homme va se poser des questions quant à ces anomalies qui peuvent être présentes. Pour Canguilhem, l’homme est perdu face au monstre ou au monstrueux car on nous a enseigné l’ordre et que « le même engendre le même ». Il explique que : « le monstre, c’est le vivant de valeur négative, sa valeur est de repoussoir {…}. C’est la monstruosité et non pas la mort qui est la contre-valeur vitale {…} » car il témoigne des limitations de la vie, le monstre exprime la contingence de la vie. En effet, toutes les formes vivantes portent une trace indirecte de leur possible échec et le monstre donne de la densité à ce possible échec. Ainsi, il n'y a pas de monstres minéraux ni de monstres machines. Ainsi, la monstruosité menace la vie de l'intérieur au contraire de la mort qui est sa nécessaire « limitation par l'extérieur ». Canguilhem ajoutera que la monstruosité est « la négation du vivant par le non-viable ».
On perçoit le monstre de différentes façons : avec peur, fascination mais aussi parfois une certaine curiosité.

## Analyse
Pour Taylan, la formule « la connaissance de la vie » comprend un double génitif qui indique un mouvement circulaire par lequel l'homme connaît et se connaît en produisant des concepts s'inscrivant eux-mêmes dans une histoire des formes de la connaissance.

## Édition
- Georges Canguilhem, La Connaissance de la vie, Paris, Vrin, 1965.